# دافي لي
دافي لي (بالإنجليزية: Davey Lee)‏ هو ممثل أمريكي، ولد في 29 ديسمبر 1924 في هوليوود في الولايات المتحدة، وتوفي في 17 يونيو 2008 في لوس أنجلوس في الولايات المتحدة.

## وصلات خارجية
- دافي لي على موقع IMDb (الإنجليزية)
- دافي لي على موقع قاعدة بيانات الأفلام السويدية (السويدية)
- دافي لي على موقع قاعدة بيانات الفيلم (الإنجليزية)